# Throana flavizonata
Throana flavizonata är en fjärilsart som beskrevs av George Francis Hampson 1926. Throana flavizonata ingår i släktet Throana och familjen nattflyn. Inga underarter finns listade i Catalogue of Life.